# Втора книга Макавейска
Втора книга Макавейска е неканонична книга от Стария завет на Библията. Книгата е написана на гръцки език около 100 г. пр.н.е. и описва събитията около въстанието на макавеите срещу Антиох IV Епифан и приключва с победата на Юда Макавей над лидера на селевкидите – Никанор. Изложени са и сведения за края на царуването на Селевк IV.
За разлика от първата книга на Макавеите, втората е написана на койне вероятно в Александрия между 150-та и 120 г. пр.н.е. Книгата включва ревизирана версия на вече описаните събития в първата книга с добавени елементи от фарисейската традиция като молитва за мъртвите и възкресение в деня на страшния съд. 
Книгата не е включена в еврейския Танах, но е част от Септуагинта. Поради тази причина евреите и протестантите отхвърлят книгата, но православието и католицизма определят книгата като неканонична и част от Библията. Някои протестантски деноминации я добавят към апокрифа си.
Авторът на книгата на е известен, но се предполага, че творбата е съкратена версия на 5 томен труд на Язон Киринейски. Този труд не е запазен и не се знае каква част  от нея е директно копирана. Очевидно авторът е писал на гръцки, тъй като няма конкретни доказателства за по-ранна еврейска версия.  Той пише за александрийските юдеи в опит да пробуди у тях солидарност с техните братя от Палестина и насочва вниманието към храма – център на религиозния живот на евреите. Няколко раздела на книгата като предговора, епилога и някои разсъждения върху морала се предполага, че идват от автора, а не от Язон. Основната идея на автора е че страданията на Израил са Божии наказния заради страданията на народа. Юдейството е представено като противоположно на елинизма, а самите гърци като варвари.
Приема се като ценна за християнството, защото съдържа идеи за възкресението на мъртвите и задгробното въздаяние.

## Структура
1. 1:1 - 2:18 - Две писма до евреите от Египет
2. 2:19-32 - Предговор
3. Глава 3 - Историята на Хелиодор
4. Глави 4-7 - Елинистическа пропаганда и преследване по време на Антиох Епифан
5. 8:1 - 10:8 - Победа на юдаизма
6. 10:9 - 13:26 - Борбата на Юда срещу съседните народи и срещу Лизий, върховният комисар на Евпатор
7. Глави 14 и 15 - Конфликтът с Никанор, генерал на Димитър I, Денят на Никанор